# Villenbach
Villenbach è un comune tedesco di 1 238 abitanti, situato nel land della Baviera.